# غينجي أك
غينجي أك (باليابانية: 安芸 銀治) (مواليد 4 يونيو 1994)، هو لاعب كرة قدم كان يلعب كمهاجم.

## وصلات خارجية
- غينجي أك على موقع رابطة كرة القدم اليابانية للمحترفين (اليابانية)